# Carretera de Arbër
La autopista de Arbër (en albanés: Rruga e Arbërit), parte de las carreteras SH61 y SH6, es una autopista de una sola calzada entre Albania y Macedonia del Norte. La carretera se extiende a lo largo de una antigua ruta de caravanas que pasa a través de las tierras altas orientales de Tirana a lo largo de la SH61 y termina en la actual SH6 en el Condado de Dibër.